# Coppa delle Coppe 1977-1978 (pallamano maschile)
La Coppa delle Coppe 1977-1978 è stata la 3ª edizione della omonima competizione europea di pallamano riservata alle squadre di club. Il torneo ha avuto inizio il 5 ottobre 1977 e si è concluso il 4 maggio 1978. Il titolo è stato conquistato dai tedeschi del Gummersbach per la prima volta nella loro storia sconfiggendo in finale gli jugoslavi del Železničar Niš.

## Risultati

### Primo turno
| Squadra 1       | Totale  | Squadra 2          | Andata  | Ritorno |
| --------------- | ------- | ------------------ | ------- | ------- |
| ASKÖ Linz       | 37 - 42 | Stojarni Martin    | 15 - 19 | 22 - 23 |
| Dimitrov Sofia  | 46 - 37 | Rovereto           | 24 - 19 | 22 - 18 |
| Hafnarfjörður   | 50 - 38 | Kiffen             | 29 - 13 | 21 - 25 |
| Hermes Den Haag | 33 - 26 | Eschois Fola       | 18 - 13 | 15 - 13 |
| Kirkby          | 23 - 63 | Aarhus KFUM        | 15 - 31 | 8 - 32  |
| Porto           | 41 - 49 | Hapoel Petah Tikva | 21 - 24 | 20 - 25 |
| ZMC Amicitia    | 41 - 28 | Sasja Hoboken      | 23 - 12 | 18 - 16 |

### Ottavi di finale
| Squadra 1            | Totale  | Squadra 2        | Andata  | Ritorno |
| -------------------- | ------- | ---------------- | ------- | ------- |
| Anilana Lódz         | 44 - 34 | ZMC Amicitia     | 26 - 17 | 18 - 17 |
| Gummersbach          | 52 - 37 | Aarhus KFUM      | 24 - 21 | 28 - 16 |
| Hapoel Petah Tikva   | 29 - 55 | Železničar Niš   | 14 - 20 | 15 - 35 |
| Hermes Den Haag      | 31 - 36 | Stojarni Martin  | 14 - 15 | 17 - 21 |
| Lugi                 | 41 - 46 | Dimitrov Sofia   | 21 - 23 | 20 - 23 |
| Metz                 | 50 - 32 | Runar Sandefjord | 23 - 15 | 27 - 17 |
| Pick Szeged          | 40 - 37 | Barcellona       | 27 - 22 | 13 - 15 |
| Vorwärts Francoforte | 54 - 34 | Hafnarfjörður    | 30 - 14 | 24 - 20 |

### Quarti di finale
| Squadra 1            | Totale  | Squadra 2      | Andata  | Ritorno |
| -------------------- | ------- | -------------- | ------- | ------- |
| Dimitrov Sofia       | 38 - 31 | Metz           | 21 - 19 | 17 - 12 |
| Pick Szeged          | 46 - 47 | Anilana Lódz   | 26 - 22 | 20 - 25 |
| Stojarni Martin      | 36 - 43 | Železničar Niš | 19 - 13 | 17 - 30 |
| Vorwärts Francoforte | 27 - 28 | Gummersbach    | 17 - 13 | 10 - 15 |

### Semifinali
| Squadra 1      | Totale  | Squadra 2    | Andata  | Ritorno |
| -------------- | ------- | ------------ | ------- | ------- |
| Gummersbach    | 41 - 35 | Anilana Lódz | 23 - 16 | 18 - 19 |
| Železničar Niš | 49 - 36 | Metz         | 23 - 15 | 26 - 21 |

### Finale
| Dortmund 4 maggio 1978 | Gummersbach | 15 – 13 | Železničar Niš |  |